# 普里莫夏尼齊亞
48°54′16″N 27°39′48″E / 48.90444°N 27.66333°E
普里莫夏尼齊亞（烏克蘭語：Примощаниця），是烏克蘭的村落，位於該國西南部文尼察州，由日梅林卡區負責管轄，始建於1917年，面積1.51平方公里，海拔高度254米，2001年人口359，人口密度每平方公里237.28人。